# Franklinia alatamaha
Franklinia alatamaha is een plant uit de familie Theaceae. De soort behoort als enige tot het geslacht Franklinia, een zogeheten monotypisch geslacht dat is vernoemd naar Benjamin Franklin. De plant is in 1765 ontdekt door de Amerikaanse botanici John en William Bartram (vader en zoon) langs de rivier de Altamaha in de Amerikaanse staat Georgia. In 1776 verzamelde William zaden om de plant te kunnen kweken in hun tuin in Philadelphia (Pennsylvania), de latere Bartram's Garden.
In 1803 werd de plant door de Engelse kweker John Lyon voor het laatst in het wild waargenomen, waarna hij als in het wild uitgestorven werd beschouwd. Alle planten die in cultuur worden gehouden, stammen af van de planten die werden opgekweekt door de Bartrams. De John Bartram Association, een organisatie verbonden aan Bartram's Garden, registreert de plaatsen waar Franklinia altamaha wordt gekweekt. Tot nu toe zijn meer dan 2000 exemplaren geregistreerd, waaronder zes planten in België. In Nederland zijn er anno 2009 nog geen exemplaren geregistreerd.
Het is een bladverliezende, tot 9 m hoge boom met een afgeronde, tot 5 m brede kroon of een struik met meerdere stammen met een gegroefde, grijze schors. De afwisselend geplaatste bladeren zijn smal, langwerpig-lancetvormig, getand, tot 20 cm lang en aan de bovenzijde glanzend donkergroen van kleur. In de herfst verkleuren de bladeren voordat ze afvallen naar diverse tinten oranje, rood en paars. De plant bloeit van de late zomer tot de vroege herfst. De bloemen lijken op die van Camellia, zijn tot 8 cm breed, komvormig en zoetgeurend. Ze bestaan uit vijf witte kroonbladeren en een centrum van helder gele meeldraden die de witte stamper omgeven. De vruchten zijn bolvormige, 1,5-2,5 cm grote, houtige doosvruchten.
De plant groeit goed in goed gedraineerde, voedselrijke, zure grond. De plant kan niet overleven op kleigrond. Hij kan vermeerderd worden door zaaien en stekken.

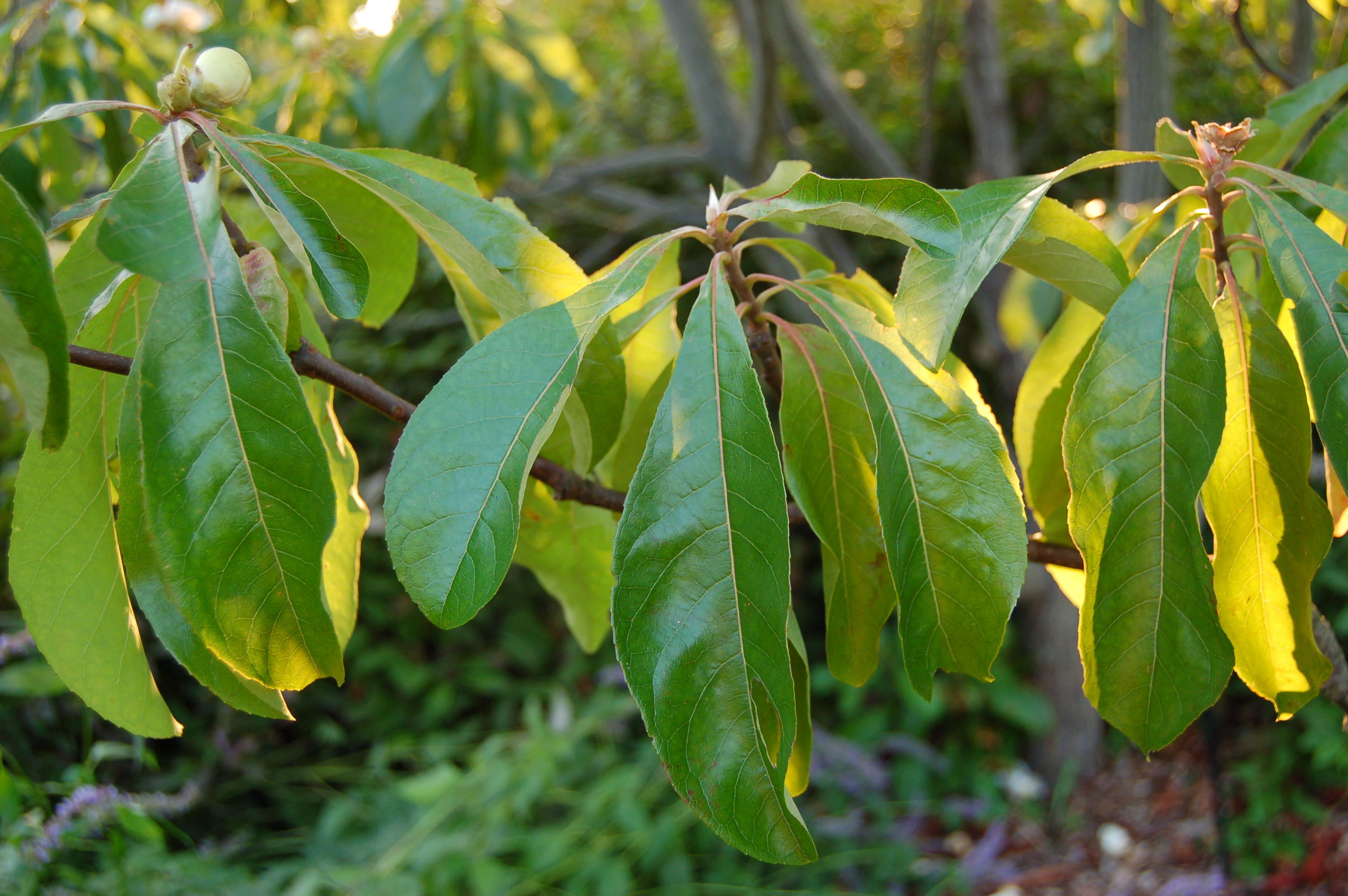
Bladeren
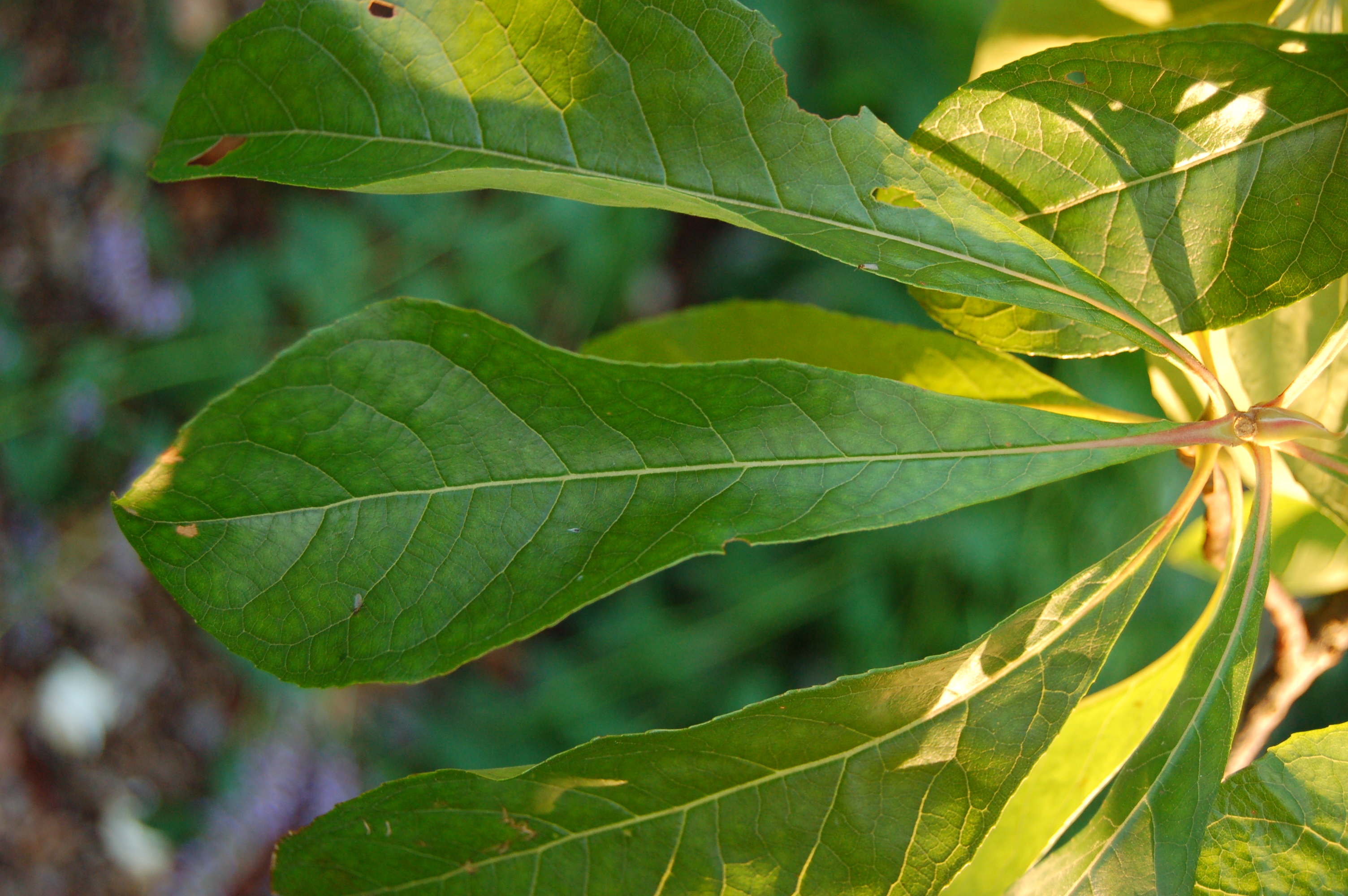
Close-up van bladeren
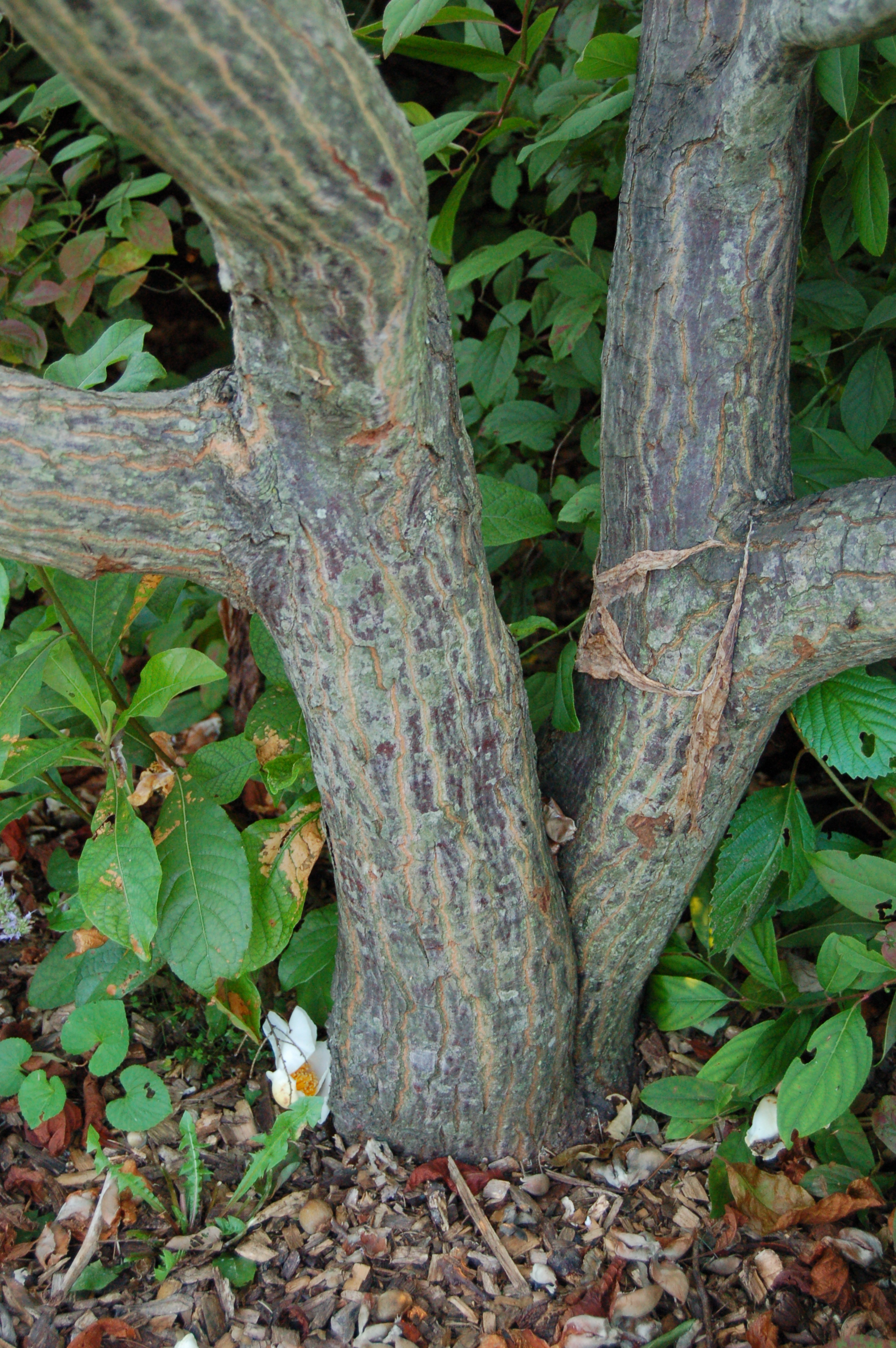
Stam